# Walter Hungerbühler

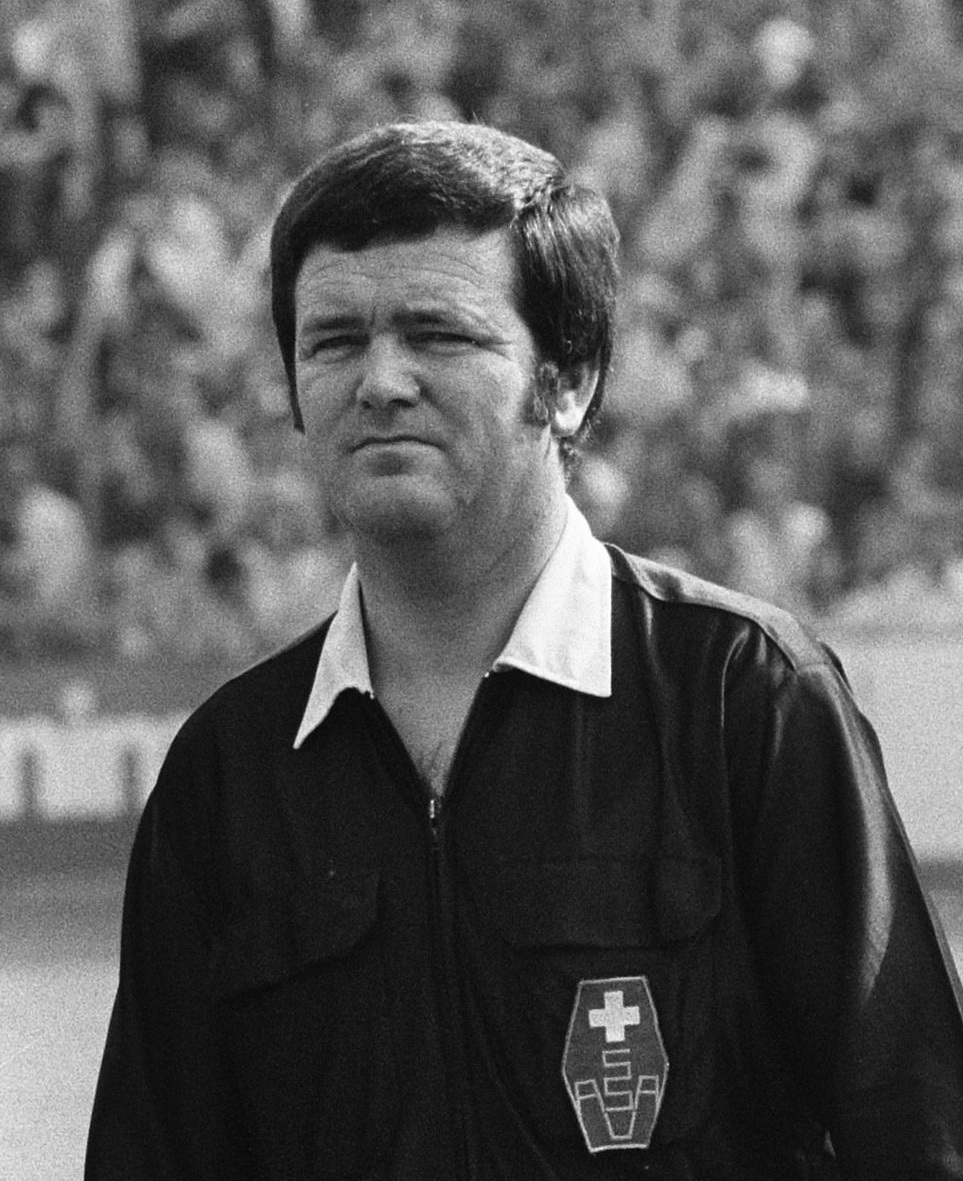
Walter Hungerbühler (1975)

Walter Hungerbühler (* 9. August 1930 in St. Gallen; † 27. März 2012) war ein Schweizer Fussballschiedsrichter.

## Sportlicher Werdegang
Hungerbühler leitete ab Ende der 1960er Jahre Meisterschaftsspiele in der Nationalliga A, 1972 rückte er auf die FIFA-Schiedsrichterliste. Im Herbst 1974 leitete er sein erstes Länderspiel, als er das mit einem 1:0-Erfolg für den Gastgeber endende Aufeinandertreffen zwischen Österreich und Ungarn pfiff. Im Europacup der Landesmeister 1974/75 stand das Semifinalspiel zwischen AS Saint-Étienne und dem späteren Titelträger FC Bayern München unter seiner Leitung.
Seinen Karrierehöhepunkt erlebte Hungerbühler im folgenden Jahr. Zunächst sollte er das Finalhinspiel um den UEFA-Cup 1975/76 zwischen dem FC Liverpool und dem FC Brügge leiten, nach seinem verletzungsbedingten Ausfall übernahm der Deutsche Ferdinand Biwersi. Wieder genesen, gehörte er bei der Europameisterschaftsendrunde 1976 zu den vier Hauptschiedsrichtern, dabei pfiff er das Spiel um den dritten Platz zwischen den Niederlanden und Jugoslawien. Vier Wochen zuvor war er der Einladung zum Fussballturnier zum 200. Geburtstag der Vereinigten Staaten gefolgt und hatte dort das Auftaktspiel zwischen der Gastgebermannschaft und Italien geleitet.
Im Wettbewerb um den Schweizer Cup 1977/78 leitete Hungerbühler zum Abschluss seiner Schiedsrichterlaufbahn das Finalspiel zwischen Servette FC und Grasshopper Club Zürich. Nachdem das Spiel mit 2:2-Unentschieden nach Verlängerung geendet hatte, kam es zu einem von Ernst Dörflinger gepfiffenen Wiederholungsspiel. Bereits vier Jahre zuvor hatte Hungerbühler das Finalspiel um den griechischen Cupwettbewerb 1973/74 gepfiffen, nachdem aufgrund eines Schiedsrichterskandals zu Beginn des Jahrzehnts die Spielleitung zeitweise ausländischen Referees übertragen worden war. PAOK Thessaloniki holte dabei im Penaltyschiessen gegen Olympiakos Piräus den Titel.